# A Kongói Köztársaság a 2008. évi nyári olimpiai játékokon
A Kongói Köztársaság a kínai Pekingben megrendezett 2008. évi nyári olimpiai játékok egyik részt vevő nemzete volt. Az országot az olimpián 3 sportágban 5 sportoló képviselte, akik érmet nem szereztek.

## Asztalitenisz
Férfi
| Versenyző   | Versenyszám | Selejtező                                    | 64-es főtábla                                    | 48-as főtábla     | 32-es főtábla     | Nyolcaddöntő      | Negyeddöntő       | Elődöntő          | Döntő             | Helyezés |
| Versenyző   | Versenyszám | Ellenfél Eredmény                            | Ellenfél Eredmény                                | Ellenfél Eredmény | Ellenfél Eredmény | Ellenfél Eredmény | Ellenfél Eredmény | Ellenfél Eredmény | Ellenfél Eredmény | Helyezés |
| ----------- | ----------- | -------------------------------------------- | ------------------------------------------------ | ----------------- | ----------------- | ----------------- | ----------------- | ----------------- | ----------------- | -------- |
| Suraju Saka | Egyes       | Lej Kou (UKR) · 5-11, 11-9, 11-8, 11-6, 11-9 | Lucjan Błaszczyk (POL) · 9-11, 3-11, 11-13, 2-11 | kiesett           | kiesett           | kiesett           | kiesett           | kiesett           | kiesett           | 49.      |

Női
| Versenyző | Versenyszám | Selejtező                                                  | 64-es főtábla                                         | 48-as főtábla     | 32-es főtábla     | Nyolcaddöntő      | Negyeddöntő       | Elődöntő          | Döntő             | Helyezés |
| Versenyző | Versenyszám | Ellenfél Eredmény                                          | Ellenfél Eredmény                                     | Ellenfél Eredmény | Ellenfél Eredmény | Ellenfél Eredmény | Ellenfél Eredmény | Ellenfél Eredmény | Ellenfél Eredmény | Helyezés |
| --------- | ----------- | ---------------------------------------------------------- | ----------------------------------------------------- | ----------------- | ----------------- | ----------------- | ----------------- | ----------------- | ----------------- | -------- |
| Fen Yang  | Egyes       | Chrystal Huang (USA) · 4-11, 11-8, 9-11, 11-5, 13-11, 11-9 | Elizabeta Samara (ROU) · 4-11, 2-11, 11-6, 4-11, 6-11 | kiesett           | kiesett           | kiesett           | kiesett           | kiesett           | kiesett           | 49.      |

## Atlétika
Férfi
| Versenyző     | Versenyszám | Előfutam | Előfutam | Előfutam | Negyeddöntő | Negyeddöntő | Negyeddöntő | Elődöntő | Elődöntő | Elődöntő | Döntő   | Döntő    |
| Versenyző     | Versenyszám | Idő      | Hely.    | Össz.    | Idő         | Hely.       | Össz.       | Idő      | Hely.    | Össz.    | Idő     | Helyezés |
| ------------- | ----------- | -------- | -------- | -------- | ----------- | ----------- | ----------- | -------- | -------- | -------- | ------- | -------- |
| Ghyd Olonghot | 100 m       | 11,01    | 7.       | 65.      | kiesett     | kiesett     | kiesett     | kiesett  | kiesett  | kiesett  | kiesett | kiesett  |

Női
| Versenyző             | Versenyszám | Selejtező   | Selejtező | Döntő    | Döntő    |
| Versenyző             | Versenyszám | Eredmény    | Helyezés  | Eredmény | Helyezés |
| --------------------- | ----------- | ----------- | --------- | -------- | -------- |
| Pamela Mouele-Mboussi | Távolugrás  | 6,06 m (NR) | 35.       | kiesett  | kiesett  |

NR - nemzeti rekord

## Úszás
Férfi
| Versenyző         | Versenyszám | Előfutam | Előfutam | Előfutam | Elődöntő | Elődöntő | Elődöntő | Döntő   | Döntő    |
| Versenyző         | Versenyszám | Idő      | Hely.    | Össz.    | Idő      | Hely.    | Össz.    | Idő     | Helyezés |
| ----------------- | ----------- | -------- | -------- | -------- | -------- | -------- | -------- | ------- | -------- |
| Emile Rony Bakale | 100 m gyors | 55,08    | 1.       | 62.      | kiesett  | kiesett  | kiesett  | kiesett | kiesett  |